# Ursus MF-235/2812
Ursus MF-235 – ciągnik licencyjny produkowany w latach 1978–2009 przez ZPC Ursus na licencji firmy Massey Ferguson. Jego montaż rozpoczęto w listopadzie 1978 roku z części dostarczanych przez licencjodawcę (łącznie w latach 1978-1984 4014 sztuk). W roku 1986 rozpoczęto seryjną produkcję z większości części polskich oraz wprowadzono szereg istotnych zmian i ulepszeń. W 1988 roku ( po wygaśnięciu licencji na Fergusona) oznaczenie tego modelu zostało zmienione na Ursus 2812, pod którym produkowany był do 2009 roku. Według klasyfikacji ciągników prowadzoną przez system maszyn rolniczych zalicza się do klasy 4.

## Silnik
- rodzaj: wysokoprężny, czterosuwowy, rzędowy, z bezpośrednim wtryskiem paliwa,
- typ: Perkins AD3.152 lub Ursus 3250 (dla U2812),
- liczba cylindrów: 3,
- pojemność skokowa: 2502 cm³,
- moc: 28 kW (38 KM) wg DIN przy 2000 obr./min,
- maksymalny moment obrotowy: 144 Nm,
- jednostkowe zużycie paliwa: 228 g/kWh
- liczba biegów: 8/2
- podnośnik hydrauliczny: regulacja siłowa, pozycyjna, szybkości reakcji i ciśnieniowa,
- udźwig podnośnika: 1180 kg.